# Lochan Dubh (Sutherland)
Lochan Dubh (schottisch-gälisch: „Kleiner schwarzer See“) ist ein Süßwassersee in der schottischen Council Area Highland beziehungsweise der traditionellen Grafschaft Sutherland. Der See ist nicht zu verwechseln mit dem nur wenige Kilometer entfernt gelegenen Lochan Dubh Cùl na h-Amaite oder Lochan Dubh Cadhafuaraich.

## Beschreibung
Der See liegt auf einer Höhe von 247 Metern über dem Meeresspiegel in der dünnbesiedelten Grafschaft Sutherland im Norden Schottlands. Seine Ufer sind unbesiedelt. Im Umkreis von wenigen Kilometern finden sich mehrere Weiler. Die nächstgelegene größere Siedlung sind das 15 Kilometer beziehungsweise 18 Kilometer südöstlich gelegene Golspie und Brora. Einen Kilometer nördlich am Loch Bad an t-Sean-tighe befand sich eine Siedlung, die vermutlich bereits im späten 19. Jahrhundert wüst gefallen war. Der Lochan Dubh ist nicht durch Straßen erschlossen. Die nächstgelegene Straße ist eine untergeordnete Straße entlang des Brora etwa drei Kilometer südöstlich.
Der eiförmige Lochan Dubh weist eine maximale Länge von 0,52 Kilometern bei einer maximalen Breite von 0,38 Kilometern auf, woraus sich eine Fläche von 13 Hektar und ein Umfang von zwei Kilometern ergeben. Die mittlere Tiefe des Lochan Dubh beträgt 5,0 Meter, woraus sich ein Volumen von 649.191 Kubikmetern ergibt. Sein Einzugsgebiet umfasst 74 Hektar und besteht zu etwa 76 % aus Moor- und Grasflächen, während Grundwasser 16,6 % des Zuflusses zu Lochan Dubh ausmacht. Das Einzugsgebiet erstreckt sich im Wesentlichen nach Südosten. In den See münden zwei unbenannte Bäche. Vom Nordufer fließt ein unbenannter Bach ab, der über den Loch Bad an t-Sean-tighe und den Allt a’ Mhuilinn in das Black Water entwässert, das über den Brora in den Moray Firth abfließt.